# Rozet Hubeş
Rozet Hubeş (* 1959 in Istanbul) ist eine türkische Schauspielerin.

## Biografie
Hubeş wurde 1959 in Istanbul geboren. Ihre Familie sind türkische Juden. Sie studierte an der Universität Istanbul.
Ihr Debüt gab sie 1986 in der Fernsehserie Çalıkuşu. Anschließend wurde sie 1990 für die Serie Ah Su Komsularimiz gecastet. 2004 bekam sie die Auszeichnung 8. Afife Tiyatro Ödülleri als Beste Schauspielerin. Von 2011 bis 2013 bekam Hubeş in Hayat Devam Ediyor eine Hauptrolle. Außerdem trat sie 2015 in Takım: Mahalle Aşkına! auf.
Zwischen 2022 und 2023 war sie in Yürek Çıkmazı zu sehen. 2023 spielte Hubeş in dem Film Boğa Boğa mit.

## Filmografie (Auswahl)
Filme
- 1988: Kadının Adı Yok
- 1989: Laßt den Drachen fliegen
- 2013: Romantik Komedi 2: Bekarlığa Veda
- 2015: Takım: Mahalle Aşkına!
- 2023: Boğa Boğa

Serien
- 1986: Çalıkuşu
- 1990: Ah Su Komsularimiz
- 2011–2013: Hayat Devam Ediyor
- 2013: Gece Gündüz
- 2015: Bedel
- 2017: Seni Kimler Aldı
- 2021: Kirmizi Oda
- 2022–2023: Yürek Çıkmazı